# O-mamori

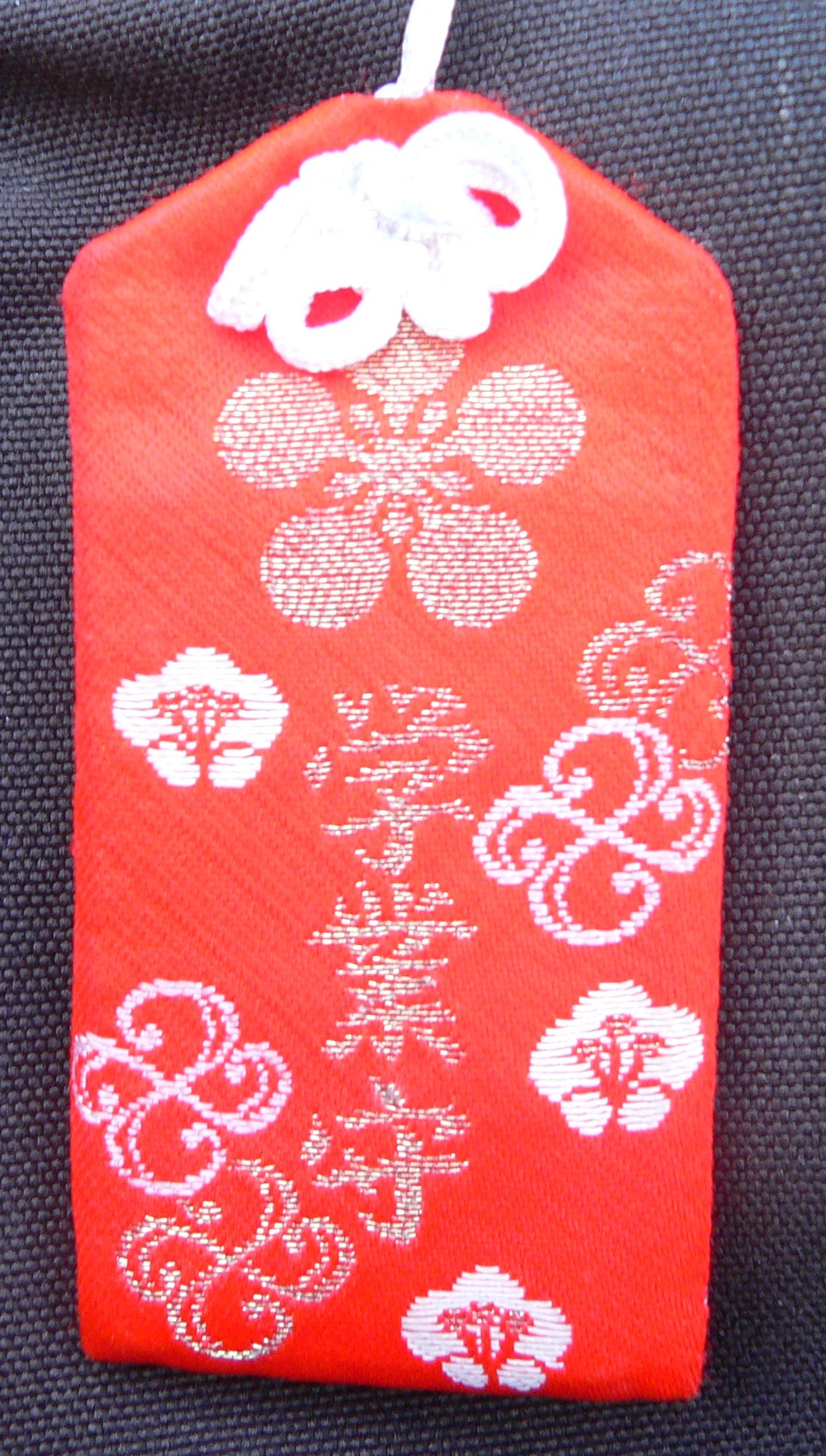
O-mamori - „pomyślność w nauce”

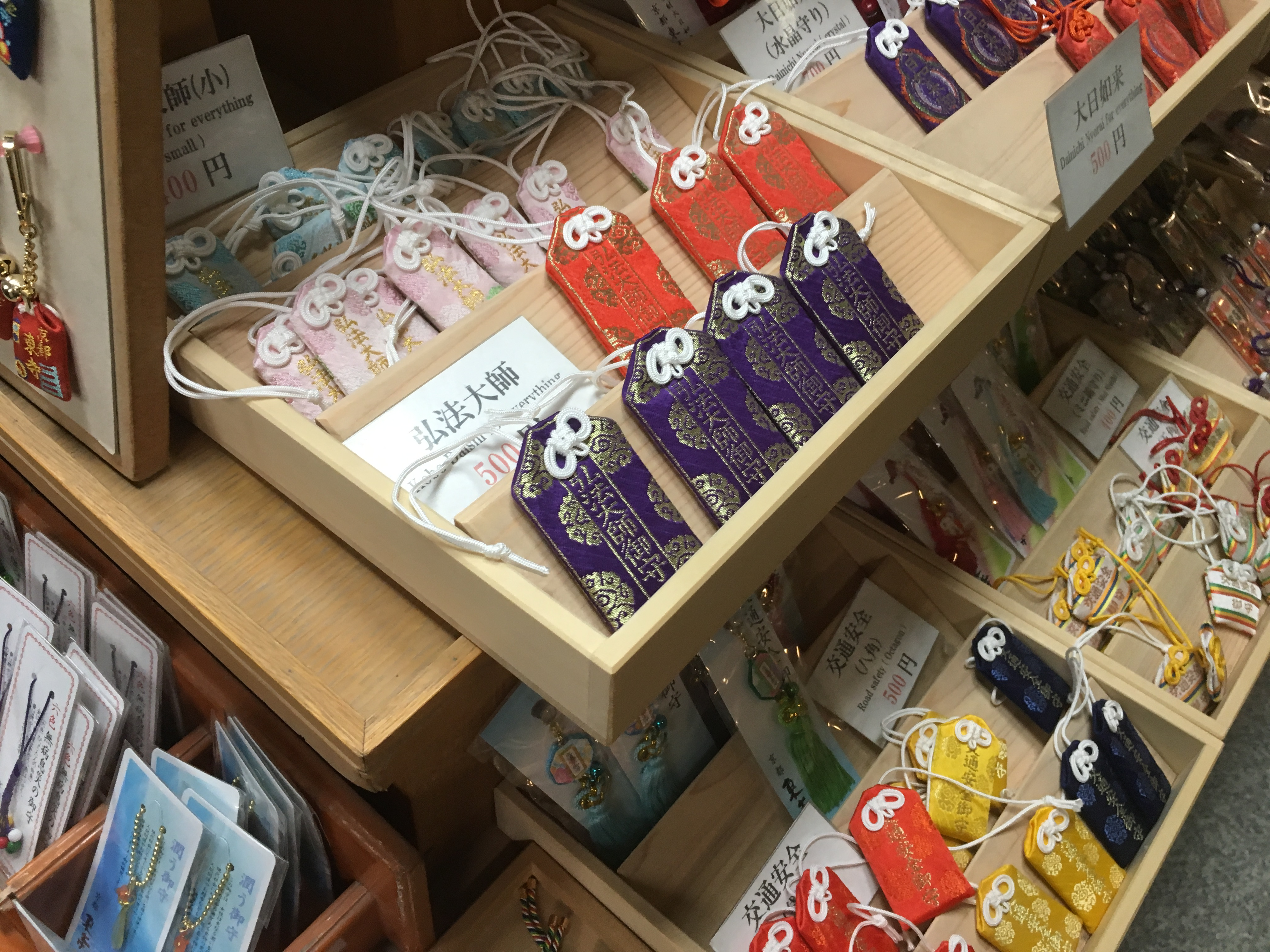
Oferta amuletów

O-mamori (jap. 御守 lub お守り; dosł. szanowna ochrona) – w Japonii amulet mający chronić swojego posiadacza przed nieszczęśliwymi wydarzeniami.

## Charakterystyka
Kupowane w chramie sintoistycznym lub świątyni buddyjskiej o-mamori mogą być wykonane z drewna, ozdobnego papieru, metalu lub kolorowego materiału. Widnieją na nich nazwy sanktuariów, imiona bóstw kami w nich czczonych oraz teksty odnoszące się do celów, którym mają służyć. Często są to małe torebki (np. zawierające zioła). 
Świątynie i chramy dysponują wieloma rodzajami o-mamori, ale najczęściej służą one następującym celom:
- bezpieczeństwu ruchu, obronie przed wypadkami;
- powodzeniu w nauce i zdawaniu egzaminów;
- odnoszeniu sukcesów w biznesie;
- znalezieniu właściwego partnera życiowego i powodzeniu w małżeństwie;
- zdrowej ciąży i lekkiemu porodowi;
- ogólnej ochronie przed złem i nieszczęściami;
- szczęściu, powodzeniu w życiu[4].

Współcześnie o-mamori są także popularną pamiątką turystyczną z Japonii.